# Верхньокорочанська волость
Верхньокорочанська волость — історична адміністративно-територіальна одиниця Новохоперського повіту Воронізької губернії з центром у селі Верхній Карачан.
Станом на 1880 рік складалася 4 поселень, 7 сільських громад. Населення — 4210 осіб (2104 чоловічої статі та 2104 — жіночої), 1921 дворове господарство.
|                     | Площа, десятин | У тому числі орної, дес. |
| ------------------- | -------------- | ------------------------ |
| Сільських громад    | 25602          | 20355                    |
| Приватної власності | 3320           | 2959                     |
| Іншої власності     | 238            | 200                      |
| Загалом             | 29160          | 23514                    |

Поселення волості на 1880 рік:
- Верхній Карачан — колишнє державне село при річці Корочан за 18 верст від повітового міста, 4499 осіб, 645 дворів, православна церква, школа, 6 лавок, базари по неділях, 4 ярмарки на рік.
- Кирсанівка — колишнє державне село при річці Корочан, 3852 особи, 519 дворів, православна церква, школа, лавка.
- Поганка (Нова Кирсанівка) — колишнє державне село при річці Корочан, 838 осіб, 145 дворів, молитовний будинок.
- Ржавець (Ржавчик) — колишнє державне село при річці Корочан, 700 осіб, 126 дворів, православна церква, школа.
- Середній Карачан — колишнє державне село при річці Корочан, 3268 осіб, 474 дворів, православна церква, школа, лавка.

За даними 1900 року у волості налічувалось 173 поселення із переважно російським населенням.